# Station Herford
Station Herford is een spoorwegstation in de Duitse plaats Herford. Het station werd in 1902 geopend. 
Het ligt o.a. aan de spoorlijn Hannover - Hamm. Wijzigingen in de van, naar en via dit station rijdende treindiensten komen bijna ieder jaar voor.